# Aedes papuensis
Aedes papuensis är en tvåvingeart som först beskrevs av Taylor 1914.  Aedes papuensis ingår i släktet Aedes och familjen stickmyggor. Inga underarter finns listade i Catalogue of Life.